# De Arke (Drachten)
De Arke is een kerkgebouw in de woonwijk De Drait in de Nederlandse plaats Drachten.

## Geschiedenis
Op 1 september 1977 stichtte de Gereformeerde Kerk in De Drait en De Trisken een eigen wijkgemeente. Na tweeënhalf jaar in de grote zaal van 'Maartenswouden' te hebben gekerkt, sloeg op 21 september 1979 ds. Rienk Reitsma de eerste paal van een nieuw kerkgebouw. De architect van de kerk was Roelof Kijlstra, bouwbedrijf Huyzer te Drachten voerde de realisering van de kerk uit. De kerkzaal bood plaats aan 444 personen en dit aantal kon nog met 80 uitgebreid worden tot 525. De totale kosten bedroegen fl. 1.450.000. Ruim een jaar later op 3 september 1980 kon in Drachten Zuid de eerste kerkdienst gehouden worden.
In het gedeelte van de wijk waar het kerkgebouw de Arke (Fries voor Ark) staat, hebben de straten allemaal namen die te maken hebben met water. Bij de naamgeving van het gebouw werd hiermee dan ook een verbinding gelegd. Enkele maanden na de ingebruikname werd het orgel geplaatst. Het orgel met 9 stemmen en 567 pijpen is gebouwd door de firma Haarsma met gebruikmaking van binnenwerk dat afkomstig is uit het Maarschalkerweerd-orgel dat in 1890 tot stand kwam voor de Hervormde Kerk in Sint Jacobiparochie.

### Fundamenten van De Arke
Drachten is ooit ontstaan aan de oostoever van het riviertje de Drait. Daar begonnen mensen de grond te bewerken en gingen daarbij steeds meer naar oostelijke richting. Steeds als er een stukje nat hoogveen was omgezet in droge turf, gebruikte men de overgebleven zandgrond voor landbouw. Omstreeks 1200 na Christus woonden er al zoveel mensen dat er behoefte was aan de bouw van een stenen kerkje. Dit gebeurde vlak bij de plaats waar de Arke staat. Het kerkje met daaromheen een kerkhof, omgeven door een bakstenen muur, heeft ongeveer 200 jaar dienst gedaan, totdat de mensen ook hier last kregen van natte voeten en daarom oostwaarts verhuisden.

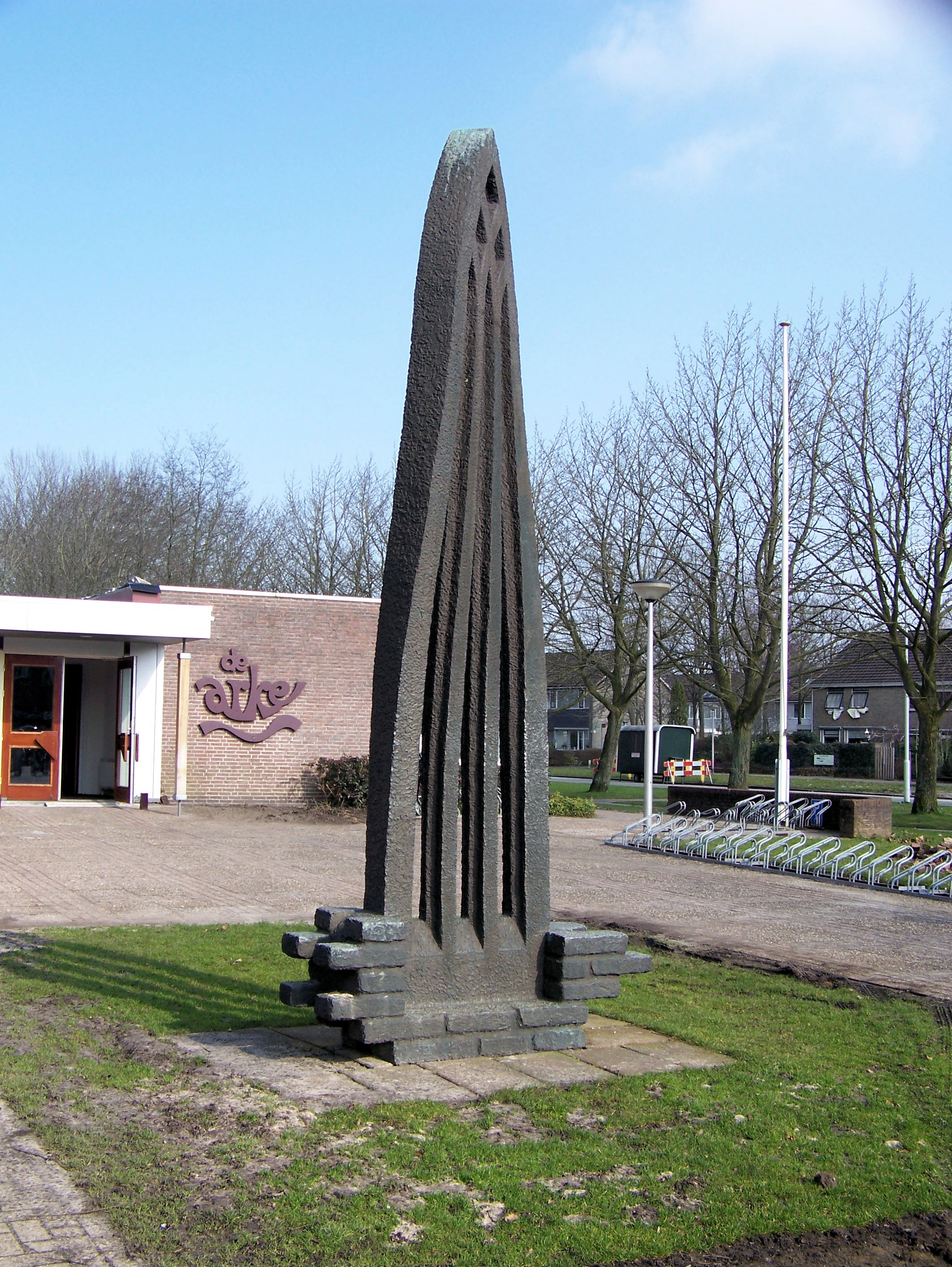
Monument van Wladimir de Vries ter nagedachtenis aan de voormalige middeleeuwse kerk

Het monument (4,5 meter hoog) dat bij de ingang van de kerk staat, herinnert aan dat kerkje dat in de middeleeuwen op deze plaats heeft gestaan. Het kunstwerk, ontworpen door Wladimir de Vries (1917-2001), is een verbeelding van een gotisch kerkraam en als zodanig een symbool voor het christendom. Het maakt in het midden een lichte draai en krijgt zo een zekere spanning. Het werkstuk is opgebouwd uit bewerkte messing platen. De kunstenaar heeft de suggestie gewekt dat het kunstwerk op een aparte sokkel van baksteen staat, in werkelijkheid vormen sokkel en beeld echter één geheel.
De gemeente Smallingerland heeft de fundamenten van het middeleeuwse kerkje op deze plaats indertijd blootgelegd en door middel van een stenen raamwerk met kasseien de contouren van het oude gebouw beter zichtbaar gemaakt. Op het monument dat erop is geplaatst, staat gegraveerd: hier stond van rond 1200 tot 1400 een bakstenen kerk midden in een ommuurde dodenakker.

### Renovatie
Op 23 oktober 2008 ging de eerste paal de grond in voor de uitbreiding van de (inmiddels) Protestantse Gemeente De Arke. Vanaf dat moment telde het gebouw, naast de kerkzaal, 6 zalen, waaronder een ruimte voor de kinderoppas en een kantoorruimte voor het pastorale team. Om het gebouw heen werd opnieuw bestraat. De totale kosten bedroegen 350.000 euro.
Geleidelijk aan liep het ledental van de Protestantse Gemeente Drachten terug en moest er bezuinigd worden. Twee kerkgebouwen werden te koop aangeboden: de Arke en de Menorah. De Arke werd gekocht door de Gereformeerde Kerk Vrijgemaakt te Drachten ZuidWest. Op 2 februari 2020 betrok zij – volgens afspraak eerst als huurder en vanaf 1 juli als eigenaar – haar nieuwe kerkgebouw.

## Orgel
- Sybe Haarsma heeft in 1981 een mechanisch sleepladen-orgel gebouwd voor De Arke in Drachten. Hierbij heeft hij voornamelijk bestaand materiaal gebruikt, onder andere afkomstig van het in 1890 gebouwde Maarschalkerweerd-orgel uit de Hervormde Kerk te Sint Annaparochie.
- Het pedaalklavier is concaaf.
- Omdat De Arke eind 2019 is gesloten voor de eredienst. Staan Kerk en orgel te koop.

Dispositie:

Manuaal: C – f3 Prestant 8′, Holpijp 8′, Octaaf 4′, Roerfluit 4′, Quint 3′, Octaaf 2′, Mixtuur III sterk, Trompet 8′ (B/D).

Pedaal: C – f1 Subbas 16′.

Couplers: Pedaalkoppel.

Accessories: Tremulant, Calcant.